# Wang Qiang (tennista)
Wang Qiang (王蔷S, Wáng QiángP; Tientsin, 14 gennaio 1992) è una tennista cinese.
Nel corso della sua carriera, si è aggiudicata due titoli WTA su cinque finali disputate e ha raggiunto in singolare la posizione numero dodici del ranking mondiale il 9 settembre 2019, diventando la tennista cinese col miglior piazzamento in classifica nella storia dopo Li Na. Per quanto riguarda i tornei del Grande Slam, vanta un quarto di finale allo US Open 2019.

## Carriera
Nel circuito ITF ha vinto 15 titoli di cui 13 in singolare e 1 in doppio. Diventa professionista nel 2006.
Nei tornei dello Slam ha preso parte agli Australian Open dove ha raggiunto il secondo turno di qualificazioni nel 2013, agli US Open dove ha perso al primo turno delle qualificazioni nel 2011 e agli Open di Francia dove è stata eliminata al primo turno delle qualificazioni nel 2013.

### 2016: Top 100

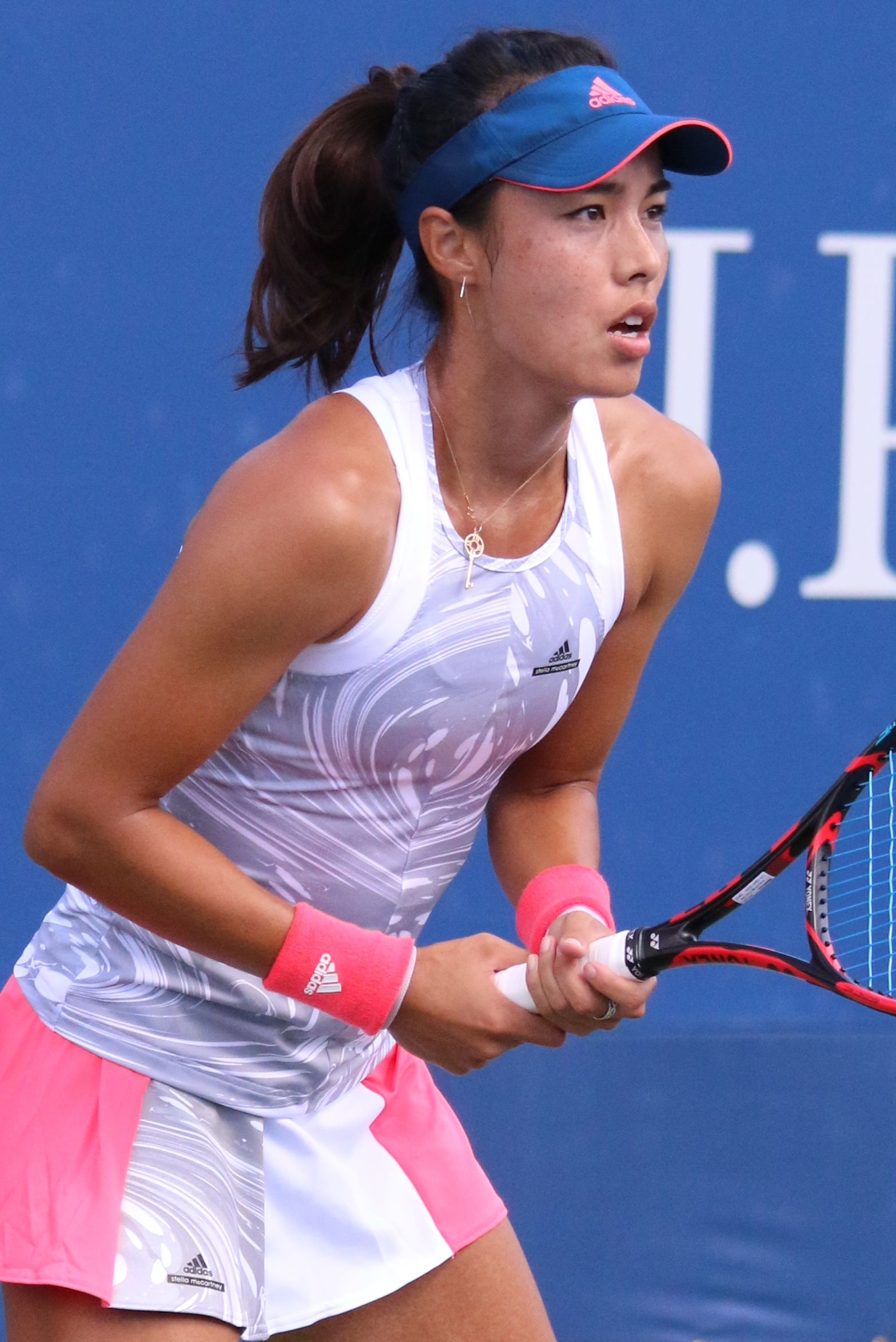
Wang Qiang agli US Open 2016

Inizia la stagione partecipando al torneo di Shenzhen dove, dopo aver estromesso Johanna Konta (numero cinque del seeding) per 6-3 3-6 6-3 e Vania King per 7-6 6-3, viene sconfitta dalla numero uno del seeding Agnieszka Radwańska per 3-6 2-6. Agli Australian Open, superate le qualificazioni ed eliminata Sloane Stephens con un doppio 6-3, esce di scena per mano di Anna-Lena Friedsam (3-6 4-6). Nel torneo di Taiwan viene estromessa nettamente nel primo turno da Kurumi Nara con il punteggio di 1-6 3-6. Nelle qualificazioni a Dubai si impone con un doppio 6-4 su Fatma Al-Nabhani, per poi venire nuovamente sconfitta dalla Friedsam per 6-7 6-2 6-7. Superate le qualificazioni del torneo del Qatar, viene fermata da Dar'ja Kasatkina con il punteggio di 1-6 6-2 3-6. Raggiunge i quarti di finale in Malaysia imponendosi in due sets su Luksika Kumkhum e Duan Yingying, prima di perdere contro la connazionale Zhu Lin per 3-6 4-6. Partecipa a tre tornei ITF arrivando in finale in tutti e tre, di cui riesce a vincerne due in Cina. Nel torneo di Strasburgo viene sconfitta in tre sets da Mirjana Lučić-Baroni. Nel Roland Garros si impone su Tessah Andrianjafitrimo, senza lasciarle un game, prima di venire sconfitta per 1-6 3-6 da Carla Suárez Navarro, testa di serie numero dodici. A Wimbledon viene rimontata da Dar'ja Gavrilova per 6-2 3-6 4-6. Partecipa a un altro torneo ITF cinese riuscendo a vincerlo. Rappresenta la Cina alle Olimpiadi, ma non riesce ad andare oltre il primo turno venendo sconfitta dall'ottava testa di serie, Svetlana Kuznecova, per 1-6 6-4 0-6. Non supera le qualificazioni a Cincinnati e New Haven. Agli US Open si rifà sulla Kasatkina superandola con il punteggio di 6-4 2-6 6-2, prima di venire nettamente sconfitta da Jaroslava Švedova (0-6 1-6). Raggiunge i quarti di finale nel torneo WTA 125k di Dalian, dove viene sconfitta in rimonta da Grace Min per 7-5 2-6 3-6. A Tokyo e Wuhan non supera le qualificazioni. A Pechino viene nuovamente sconfitta dalla Radwańska, che si impone con un doppio 2-6. Sorprendentemente si spinge fino ai quarti di finale a Hong Kong dove, dopo aver superato Zhang Ling e Johanna Konta, viene estromessa da Caroline Wozniacki con il punteggio di 3-6 5-7. Disputa l'ultimo torneo della stagione, un torneo ITF in Cina dove è costretta al ritiro nei quarti di finale. Chiude la stagione alla posizione n° 70.

### 2017: primo torneo WTA 125s e Top 50

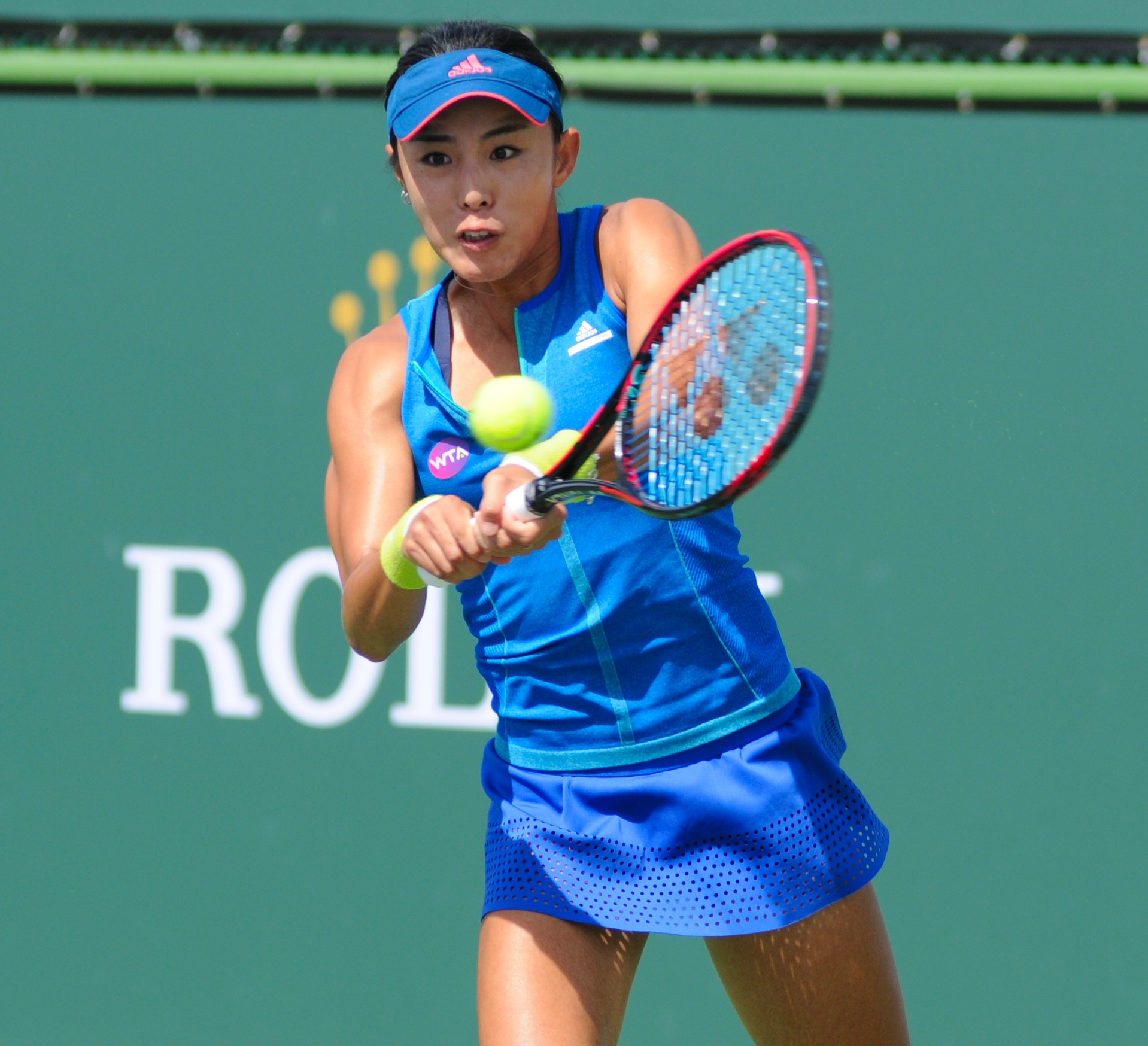
Wang Qiang agli Indian Wells nel 2017

Nel torneo di Shenzhen si impone su Evgenija Rodina per 6-2 6-3 e su Monica Niculescu, testa di serie numero sette, per 7-6 6-4; viene poi sconfitta nettamente da Camila Giorgi, la quale le lascia solamente due games. Agli Australian Open viene eliminata in rimonta nel primo turno da Mirjana Lučić-Baroni, che si impone per 6-4 3-6 4-6. Nel torneo di Qatar non supera le qualificazioni. Raggiunge sorprendentemente i quarti di finale nel torneo di Dubai, dove estromette: Jeļena Ostapenko per 7-6 6-2, Ons Jabeur per 6-3 6-1 e Kristina Mladenovic per 6-1 6-4. Tuttavia, viene sconfitta da Anastasija Sevastova con il punteggio di 4-6 5-7. Ripete i quarti di finale nel torneo in Malaysia dove viene rimontata da Han Xinyun (7-6 2-6 4-6). Agli Indian Wells rimonta Kateryna Bondarenko per 5-7 6-4 6-4, per poi venire a sua volta rimontata dalla Top 10 Elina Svitolina, con il punteggio di 6-3 3-6 6-7. A Miami si impone su Donna Vekić per 0-6 6-4 6-2, uscendo di scena contro Agnieszka Radwańska, che si impone per 6-7 1-6. Il 23 aprile vince il suo primo torneo WTA minore a Zhenghzou. Nella corsa al titolo estromette: Hiroko Kuwata con un doppio 6-1, Valentini Grammatikopoulou per 4-6 7-5 6-2, Liu Fangzhou per 6-2 6-3, Duan Yingying per 7-6 6-2 e Peng Shuai per 3-6 7-6 1-1 a causa del ritiro di quest'ultima. Nel torneo di Praga supera Maria Sakkarī per 6-1 4-6 6-2, prima di venire sconfitta nuovamente dalla Giorgi per 6-4 3-6 2-6. Nel masters di Madrid, da qualificata si spinge fino agli ottavi di finale imponendosi su Caroline Garcia per 6-4 6-3 e su Zheng Saisai per 6-2 3-6 6-2, per poi venire sconfitta da Svetlana Kuznecova con il punteggio di 4-6 5-7. Superate le qualificazioni, agli Internazionali d'Italia estromette Elena Vesnina per 6-2 6-4, per poi cedere contro Mona Barthel (3-6 4-6). A Strasburgo elimina Risa Ozaki per 6-3 al terzo set, per poi uscire di scena al secondo turno contro Shelby Rogers, che si impone con un doppio 4-6. Nel Roland Garros viene sconfitta dalla Top 10 Venus Williams per 4-6 6-7. A Wimbledon si sbarazza di Chang Kai-chen, mentre viene sconfitta nuovamente dalla maggiore delle sorelle Williams per 6-4 4-6 1-6. Nel torneo di Jiangxi viene sconfitta da Han Xinyun nel secondo turno per 7-5 6-7 3-6. Agli US Open non va oltre al primo turno per mano di Dar'ja Kasatkina, che si impone per 7-6 2-6 3-6. Raggiunge i quarti di finale nel torneo giapponese sconfiggendo Hsieh Su-wei e Kurumi Nara, prima di perdere contro in tre sets contro Jana Fett. A Tokyo si sbarazza di Kristina Mladenovic, ottava testa di serie, infliggendole un doppio 6-0; viene estromessa a sua volta da Anastasija Pavljučenkova per 4-6 6-4 2-6. Nel torneo di Wuhan elimina Sloane Stephens, testa di serie numero quattordici, con un doppio 6-2 e Sorana Cîrstea con un doppio 6-3; cede contro la numero tre del mondo, Karolína Plíšková, che si impone per 2-6 1-6. A Beijing viene sconfitta dalla quinta classificata, Caroline Wozniacki, per 1-6 7-6 1-6. Raggiunge la semifinale, dove perderà contro Anastasija Pavljučenkova, a Hong Kong superando: Chang Kai-chen, Luksika Kumkhum e Samantha Stosur. Partecipa al challenger in Thailandia, dove viene sconfitta da Ksenija Lykina per 5-7 6-3 4-6. Chiude l'anno al posto n° 45 del ranking mondiale.

### 2018: primi due tornei WTA e Top 30

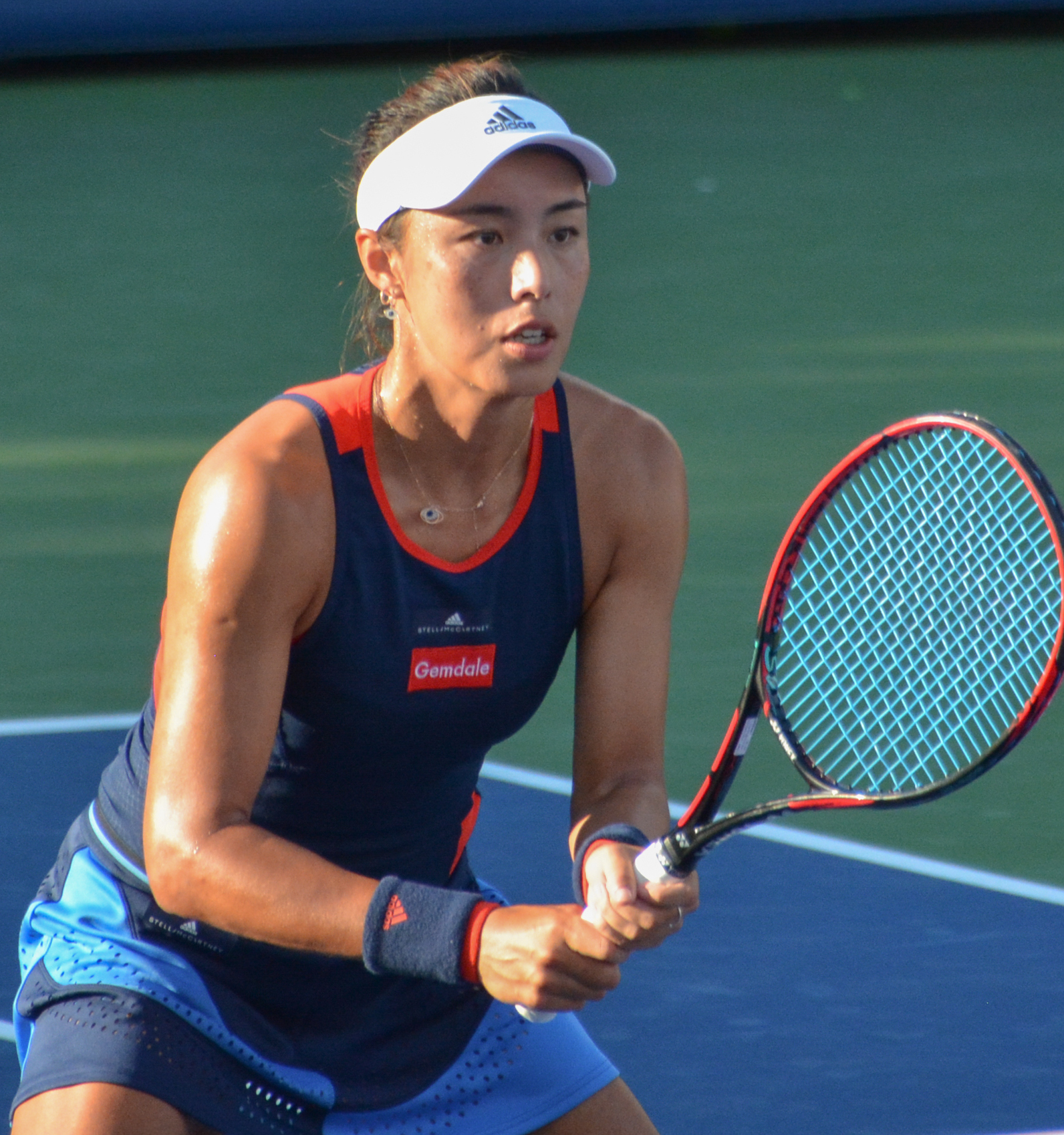
Wang Qiang agli US Open 2018

Inizia la stagione perdendo al primo turno del torneo di Shenzhen per mano di Alison Riske (5-7 0-6). Non fa meglio agli Australian Open e in Qatar dove viene sconfitta da Madison Keys prima per 1-6 5-7 e, successivamente, per 1-6 4-6. Raggiunge gli ottavi di finale da qualificata a Dubai, prima di cedere alla futura campionessa Elina Svitolina per 1-6 7-5 2-6. Ripete gli ottavi anche a Indian Wells imponendosi su Elise Mertens per 4-6 6-3 6-3 e Kristina Mladenovic per 6-1 6-2, per poi venire sconfitta dalla numero uno del mondo, Simona Halep (5-7 1-6). A Miami viene estromessa da Amanda Anisimova in tre set. Nel torneo di Istanbul viene sconfitta da Svetlana Kuznecova, che si impone con un doppio 3-6. A Praga supera Viktória Kužmová per 7-6 6-1, prima di venire sconfitta da Kristýna Plíšková per 2-6 6-7. Nel Premier Mandatory di Madrid non va oltre il primo turno venendo sconfitta da Dar'ja Kasatkina per 5-7 6-7. Non supera le qualificazioni per gli Internazionali d'Italia. Si spinge fino ai quarti di finale a Strasburgo dove si impone in tre set su Camilla Rosatello e su Danielle Collins, per poi soccombere ad Ashleigh Barty. Nel Roland Garros, per la prima volta in carriera, raggiunge il terzo turno in uno Slam. Si impone su Venus Williams, numero nove del ranking, per 6-4 7-5 e su Petra Martić con un doppio 6-1; viene poi sconfitta in rimonta da Julija Putinceva, che la sconfigge per 6-1 5-7 4-6. A Wimbledon viene sconfitta dalla connazionale Zheng Saisai (3-6 6-4 1-6).
Il 29 luglio vince il suo primo torneo WTA di categoria maggiore a Nanchang, usufruendo del ritiro della Saisai sul punteggio di 7-5 4-0 in favore della Qiang. Nella corsa al titolo sconfigge: Ankita Raina per 6-2 6-1, Sabina Sharipova per 6-4 3-6 6-2, Liu Fangzhou per 6-3 6-0 e Magda Linette per 7-5 6-2. Nel torneo di Stanford viene sconfitta nuovamente dalla Anisimova per 2-6 5-7. A Montréal supera le qualificazioni, ma viene subito estromessa da Mihaela Buzărnescu per 2-6 5-7. Agli US Open raggiunge per la seconda volta in carriera il terzo turno in un Major. Ha la meglio su Magdaléna Rybáriková (6-2 6-2) e su Irina-Camelia Begu (6-3 6-1), per poi venire fermata da Elina Svitolina, numero sette del mondo, con un doppio 4-6. Il 22 settembre vince il secondo titolo in carriera a Guangzhou imponendosi nettamente su Julija Putinceva per 6-1 6-2. Durante il torneo vince contro: Nicole Gibbs per 6-1 6-2, Svetlana Kuznecova per 6-2 6-2, Fiona Ferro per 6-4 6-0 e Andrea Petković per 6-2 6-2. Inoltre, raggiunge la semifinale a Wuhan dove sfortunatamente è costretta al ritiro sotto di 2-6 1-2 contro Anett Kontaveit. Precedentemente, aveva eliminato: Maria Sakkarī per 7-5 6-2; Karolína Plíšková, numero otto del mondo, per 6-1 3-6 6-3; Dar'ja Gavrilova per 7-5 6-2 e Mónica Puig per 6-3 6-1. Nel prestigioso torneo di Pechino infligge un doppio 6-0 a Jeļena Ostapenko, numero dodici del mondo, e sconfigge nuovamente Karolína Plíšková, con un doppio 6-4. Con questa vittoria raggiunge ventidue vittorie su ventisette partite nella seconda parte della stagione. Nei quarti di finale supera per 7-5 7-5 Aryna Sabalenka, arrivando per la prima volta dal 2013 in semifinale a Pechino. In seguito, viene sconfitta da Caroline Wozniacki, numero due del mondo e futura campionessa, per 1-6 3-6. Raggiunge la terza finale stagionale a Hong Kong dove, tra le altre, estromette Elina Svitolina (6-2 6-4) e Garbiñe Muguruza (6(5)–7 6-4 7-5). Tuttavia, in finale viene eliminata da Dajana Jastrems'ka in due facili set. Grazie agli ottimi risultati ottenuti nell'ultima parte della stagione si qualifica per la prima volta in carriera al WTA Elite Trophy, il torneo secondario alle Finals. Qui si spinge fino alla finale, la quarta in stagione, dove è costretta a cedere ad Ashleigh Barty per 3-6 4-6.

### 2019: quarti di finale allo US Open e Miami e Top 15

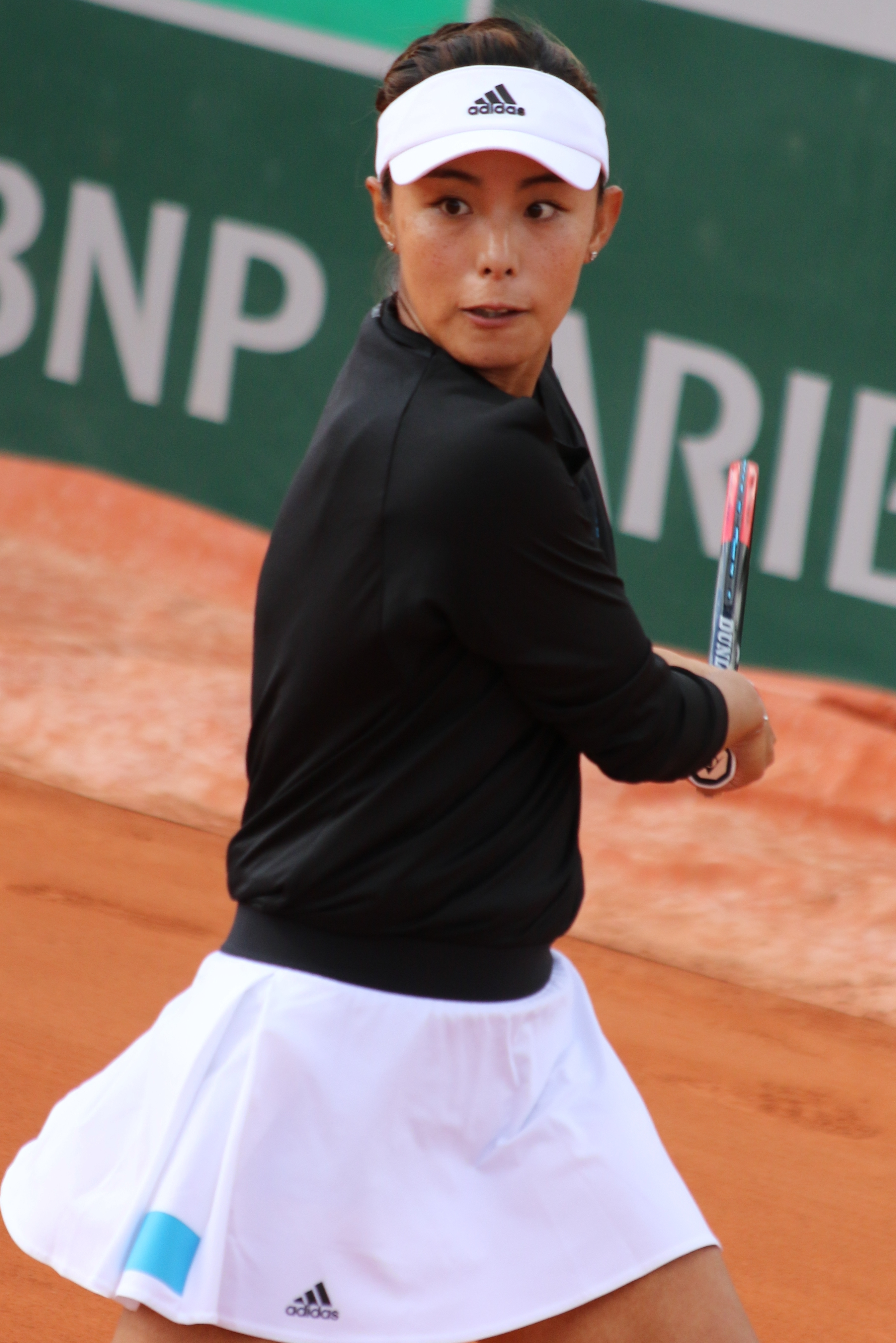
Wang Qiang al Roland Garros nel 2019

Disputa il torneo di Shenzhen dove viene eliminata all'esordio da Alison Riske. All'Australian Open raggiunge il terzo turno grazie alle vittorie su Fiona Ferro per 6-4 6-3 e su Aleksandra Krunić per 6-2 6-3, ma viene sconfitta da Anastasija Sevastova in due set. In preparazione ai Premier Mandatory americani, partecipa al torneo Challenger di Indian Wells dove raggiunge la semifinale sbarazzandosi di Natal'ja Vichljanceva per 2-6 6-0 6-3, Claire Liu per 6-1 6-4 e Kristýna Plíšková per 6-4 6-4, prima di venire sconfitta in due sets da Viktorija Golubic. A Indian Wells raggiunge gli ottavi di finale estromettendo Bernarda Pera per 7–6(5) 6-2 ed Elise Mertens per 7–6(4) 6(4)–7 6-3. In seguito, cede alla futura campionessa, Bianca Andreescu, per 5-7 2-6. Invece, a Miami si spinge fino ai quarti di finale dopo aver usufruito del ritiro di Serena Williams nel secondo turno. Viene sconfitta solo dalla numero due del mondo, Simona Halep, che si impone per 6-4 7-5.
Nel torneo di Stoccarda viene eliminata in rimonta all'esordio da Hsieh Su-wei (6-4 3-6 4-6). A Praga raggiunge i quarti di finale dopo avere sconfitto in tre set Margarita Gasparjan e Mandy Minella, per poi cedere a sorpresa a Bernarda Pera, che si impone per 6-0 6(5)–7 6-3. Nei tornei di Madrid e Roma viene estromessa al primo turno rispettivamente da Donna Vekić e, in rimonta, da Kateřina Siniaková. Il trend negativo continua a Strasburgo, dove viene però eliminata in rimonta nel secondo turno per mano della padrona di casa Fiona Ferro col punteggio di 7-6(4) 3-6 3-6. Si presenta al Roland Garros, dove si impone sulla connazionale Zheng Saisai per 6-1 7-5 prima di cedere nettamente alla giovane Iga Świątek che le lascia solo tre giochi.
Inizia la stagione sull'erba uscendo di scena al secondo turno a Birmingham per mano di Venus Williams; precedentemente si era sbarazza di Lauren Davis. Dopodiché approda direttamente a Wimbledon dove, dopo essersi facilmente sbarazzata di Vera Lapko e di Tamara Zidanšek, raggiunge i sedicesimi di finale per la prima volta. Qui, è costretta a cedere ad Elise Mertens, che ha la meglio in un match particolarmente combattuto conclusosi con il punteggio di 6-2 6(9)–7 6-4.
A fine luglio, la tennista cinese viene segnata dalla prematura scomparsa del suo coach Peter McNamara, venuto a mancare a 64 anni a causa di un tumore. Ritorna in campo solo a Cincinnati, dove perde all'esordio ancora una volta contro Hsieh Su-wei. Si rifà all'International di New York, raggiungendo la semifinale del torneo grazie alle vittorie su Fiona Ferro per 6-1 6-4 e Anna Blinkova per 0-6 6-1 6-4; viene, poi, fermata da Camila Giorgi (6-4 4-6 6(6)–7) sprecando quattro match point. Compie il suo exploit in un torneo del Grande Slam a New York, dove si spinge fino ai quarti di finale in seguito alle vittorie in due set su: Caroline Dolehide per 6-4 6-4; Alison Van Uytvanck per 7-5 6-4; Fiona Ferro per 7–6(1) 6-3 e soprattutto Ashleigh Barty, all'epoca seconda tennista del ranking mondiale, per 6-2 6-4. Successivamente, viene annichilita da Serena Williams, che si sbarazza della Wang in appena 44 minuti, lasciandole un solo gioco. Per quanto riguarda la classifica WTA, al termine del torneo si issa alla 12ª posizione, suo best ranking.
In patria non colleziona buoni risultati. Infatti, a Canton perde all'esordio nel derby contro Peng Shuai, che ha la meglio per 7-5 6-2. Nel torneo di Wuhan infligge un doppio 6-3 a Marie Bouzková, per poi raccogliere solo tre giochi contro Alison Riske, futura finalista. A Pechino è costretta ritirarsi nel match d'apertura contro Ajla Tomljanović per un infortunio pur essendo stata a un gioco di distanza dalla vittoria (7-5, 5-4 il punteggio in favore della cinese). A causa della mancata difesa dei punti della vittoria dell'International e delle semifinali nei prestigiosi Premier di Wuhan e Pechino, Wang scivola fuori dalle prime venti posizioni della classifica mondiale. Chiude la stagione con la partecipazione al torneo di Tientsin, sua città natale, dove colleziona una vittoria su Arina Rodionova e una netta sconfitta contro la qualificata Heather Watson che le lascia solo tre giochi. Al termine del 2019, si ritrova al 29º posto del ranking.

### 2020: ottavi di finale a Melbourne
Come da tradizione, inaugura la nuova stagione a Shenzhen, dove supera nei primi due turni Ons Jabeur e Aliaksandra Sasnovich prima di uscire sconfitta nel match contro Ekaterina Aleksandrova, futura campionessa. Ad Adelaide cede contro Angelique Kerber all'esordio. Viene accreditata della ventisettesima testa di serie all'Australian Open, dove centra per la prima volta in carriera gli ottavi di finale. Qui si sbarazza in due set nei primi due turni delle francesi Pauline Parmentier e Fiona Ferro. Nei sedicesimi di finale, Wang Qiang compie lo scalpo più importante della sua carriera: sconfigge la testa di serie numero otto Serena Williams col faticoso punteggio di 6-4, 6(2)–7, 7-5 vendicando in tal modo l'umiliante sconfitta subita qualche mese prima a New York. Negli ottavi è nuovamente opposta a Ons Jabeur, che aveva battuto due settimane prima a Shenzhen. In questo caso, l'esito è diverso perché la tunisina si aggiudica la partita col punteggio di 7–6(4), 6-1.
In seguito, gioca a Hua Hin, dove è accreditata della 3ª testa di serie: al primo turno si impone nettamente sulla connazionale Han Xinyun (6-1 6-1); al secondo turno, Wang batte la polacca Katarzyna Kawa in due set, centrando per la seconda volta in stagione i quarti di finale. Nella circostanza, cede alla futura finalista, la qualificata Leonie Küng, con lo score di 5-7 6-4 4-6. In seguito, sia a Doha che a Dubai, Wang viene sconfitta all'esordio dalla medesima giocatrice, Elise Mertens, senza riuscire a vincere nessun set nei due match giocati.
Da marzo a settembre, il circuito WTA è costretto a fermarsi, a causa della pandemia mondiale di COVID-19. Vengono così annullati tutti i tornei previsti (tra cui Wimbledon, Indian Wells e Miami) e vengono rimandati al 2021 i giochi olimpici di Tokyo. La cinese, tuttavia, decide di non prendere parte a nessun torneo in autunno e chiude la sua stagione, di fatto, giocando solo i 6 tornei disputati a inizio anno. Termina l'anno al n°34 delle classifiche mondiali.

### 2021: 7ª finale WTA e uscita dalla top-100
Wang inizia la stagione disputando il WTA di Abu Dhabi: cede all'esordio alla russa Kasatkina, con lo score di 2-6 6-3 2-6. Al Gippsland Trophy di Melbourne è testa di serie n°10: usufruisce di un bye ma, al secondo turno, si fa sorprendere da Jasmine Paolini, che la sconfigge in rimonta per 6-3 5-7 4-6. Wang non riesce a fare strada nemmeno all'Australian Open, dove, un anno prima, aveva ottenuto la vittoria più prestigiosa della carriera contro Serena Williams: questa volta, la cinese viene battuta subito da Sara Errani (6-2 4-6 4-6). Al Phillip Island Trophy arriva fino al terzo turno, dove cede a Begu in tre set. Ad Adelaide non va oltre il secondo turno, sconfitta da Teichmann (6-3 3-6 3-6). Dopo un primo turno a Doha e Dubai, torna alla vittoria a Miami contro la qualificata Bolsova (6-1 3-6 3-6) prima di perdere da Markéta Vondroušová.
A Istanbul dà inizio alla stagione su terra: dopo aver rimontato un set di svantaggio a Gasanova (4-6 6-1 6-2) si arrende ad Ana Konjuh. Dopo due eliminazioni all'esordio a Madrid e Roma, la cinese gioca a Parma il suo miglior torneo dell'anno: da testa di serie n°6, batte Misaki Doi per 6-2 5-7 6-1 e Martina Di Giuseppe (doppio 6-4) per poi sconfiggere la n°2 del seeding Petra Martić ai quarti (7-6(4) 3-6 7-5). In semifinale ferma la corsa di Sloane Stephens con lo score di 6-2 7-6(3), tornando in una finale WTA dopo quasi 3 anni. Nell'ultimo atto, Wang cede nettamente a Cori Gauff (1-6 3-6). Al Roland Garros, dopo un successo in tre set su Hsieh, perde ancora da Gauff, nuovamente in due set. In seguito, disputa le Olimpiadi di Tokyo (saltando Wimbledon), dove esce nettamente di scena contro Muguruza al secondo round (3-6 0-6).
Dopodiché, decide di non giocare più altri eventi WTA nel corso della stagione. Questo ne causa il crollo a livello di ranking, in quanto scende al n°104 del mondo, uscendo dalla top-100 per la prima volta dal 2015.

### 2022: terzo turno all'Australian, Open
Partecipa all'Australian Open, dove batte al primo turno la n°18 del seeding Coco Gauff,prima di uscire al terzo contro Keys. Raggiunge le semifinali contro Bouzkova, futura finalista, al torneo WTA 250 di Guadalajara, seguita dai quarti di finale a Monterrey contro Fernandez. Delude ad Indian Wells, eliminata all'esordio sempre dalla ceca, dopo aver passato le qualificazioni su Kalinskaya. Fa leggermente meglio a Miami dopo arriva al secondo turno contro Gauff che si prende la rivincita sullo Slam oceanico. Dopo cinque uscite al primo turno in sei tornei, compreso l'Open di Francia contro Pegula, raggiunge un secondo turno a Wimbledon con una vittoria su Bencic, e una semifinale contro Potapova al torneo di Praga seguente. Bissa lo stesso risultato al principio della stagione su cemento americano a Concord, contro la futura vincitrice del torneo, Coco Vandeweghe, chiudendo la stagione con scarsi risultati non superando le qualificazioni allo US Open 2022 e con una vittoria in quattro incontri nello swing asiatico.

### 2023 - 2024: annuncio ritiro
Salta tutto il 2023, lamentando di essere esausta nel corpo e nello spirito, soprattutto a causa dei continui ljet lag a cui i tennisti sono sottoposti da una carriera internaizonale. Dopo l'uscita al primo turno del torneo di Hua Hin, per mano di Xiyu Wang, partecipa con risultati incoraggianti ai tornei ITF in Cina, vincendone uno di categoria W50 in Wuning. Dopo aver affrontato ancora una volta lunghi viaggi per partecipare al torneo di Wimbledon, eliminata al primo turno, si ripresentano i problemi con il jet lag e dopo un'altra eliminazione all'esordio allo US Open, annuncia di volersi ritirare, dopo aver preso parte allo swing asiatico stagionale, ai Chinese National Games del 2025.

## Statistiche WTA

### Singolare

#### Vittorie (2)
| Legenda               | Legenda      |
| --------------------- | ------------ |
| Grande Slam (0)       |              |
| Ori Olimpici (0)      |              |
| WTA Finals (0)        |              |
| WTA Elite Trophy (0)  |              |
| Dal 2009 al 2020      | Dal 2021     |
| Premier Mandatory (0) | WTA 1000 (0) |
| Premier 5 (0)         | WTA 1000 (0) |
| Premier (0)           | WTA 500 (0)  |
| International (2)     | WTA 250 (0)  |

| N. | Data              | Torneo                                              | Superficie | Avversaria in finale | Punteggio      |
| 1. | 29 luglio 2018    | Jiangxi International Women's Tennis Open, Nanchang | Cemento    | Zheng Saisai         | 7-5, 4-0, rit. |
| 2. | 22 settembre 2018 | Guangzhou International Women's Open, Canton        | Cemento    | Julija Putinceva     | 6-1, 6-2       |

#### Sconfitte (3)
| Legenda               | Legenda      |
| --------------------- | ------------ |
| Grande Slam (0)       |              |
| Argenti Olimpici (0)  |              |
| WTA Finals (0)        |              |
| WTA Elite Trophy (1)  |              |
| Dal 2009 al 2020      | Dal 2021     |
| Premier Mandatory (0) | WTA 1000 (0) |
| Premier 5 (0)         | WTA 1000 (0) |
| Premier (0)           | WTA 500 (0)  |
| International (1)     | WTA 250 (1)  |

| N. | Data            | Torneo                     | Superficie  | Avversaria in finale | Punteggio |
| 1. | 14 ottobre 2018 | Hong Kong Open, Hong Kong  | Cemento     | Dajana Jastrems'ka   | 2-6, 1-6  |
| 2. | 4 novembre 2018 | WTA Elite Trophy, Zhuhai   | Cemento (i) | Ashleigh Barty       | 3-6, 4-6  |
| 3. | 22 maggio 2021  | Emilia Romagna Open, Parma | Terra rossa | Cori Gauff           | 1-6, 3-6  |

### Doppio

#### Sconfitte (1)
| Legenda               | Legenda      |
| --------------------- | ------------ |
| Grande Slam (0)       |              |
| Argenti Olimpici (0)  |              |
| WTA Finals (0)        |              |
| WTA Elite Trophy (0)  |              |
| Dal 2009 al 2020      | Dal 2021     |
| Premier Mandatory (0) | WTA 1000 (0) |
| Premier 5 (0)         | WTA 1000 (0) |
| Premier (0)           | WTA 500 (0)  |
| International (1)     | WTA 250 (0)  |

| N. | Data            | Torneo                    | Superficie | Compagna   | Avversarie in finale         | Punteggio |
| 1. | 15 ottobre 2017 | Hong Kong Open, Hong Kong | Cemento    | Lu Jiajing | Chan Yung-jan Chan Hao-ching | 1-6, 1-6  |

## Circuito WTA 125

### Singolare

#### Vittorie (1)
| N. | Data           | Torneo                                          | Superficie | Avversaria in finale | Punteggio             |
| 1. | 23 aprile 2017 | Biyuan Zhengzhou Women's Tennis Open, Zhengzhou | Cemento    | Peng Shuai           | 3-6, 7-6(3), 1-1 rit. |

#### Sconfitte (1)
| N. | Data            | Torneo                    | Superficie | Avversaria in finale | Punteggio     |
| 1. | 2 novembre 2014 | Ningbo Challenger, Ningbo | Cemento    | Magda Linette        | 6-3, 5-7, 1-6 |

## Statistiche ITF

### Singolare

#### Vittorie (14)
| Torneo $100.000 (0) |
| Torneo $80.000 (0)  |
| Torneo $75.000 (1)  |
| Torneo $60.000 (0)  |
| Torneo $50.000 (5)  |
| Torneo $40.000 (1)  |
| Torneo $25.000 (4)  |
| Torneo $15.000 (0)  |
| Torneo $10.000 (3)  |

| N.  | Data             | Torneo                                                   | Superficie    | Avversaria in finale | Score              |
| 1.  | 21 novembre 2010 | Hyogo International Women's Open Tennis, Hyogo           | Sintetico (i) | Yurina Koshino       | 6-1, 6-4           |
| 2.  | 18 marzo 2012    | ITF Women's Circuit Sanya, Sanya                         | Sintetico (i) | Han Xinyun           | 6-2, 6-4           |
| 3.  | 5 agosto 2012    | Beijing International Challenger, Pechino                | Cemento       | Chan Yung-Jan        | 6-2, 6-4           |
| 4.  | 2 dicembre 2012  | Chang ITF Thailand Pro Circuit Bangkok, Bangkok          | Cemento       | Nungnadda Wannasuk   | 6-2, 6-1           |
| 5.  | 9 dicembre 2012  | Chang ITF Thailand Pro Circuit Bangkok, Bangkok          | Cemento       | Xin Wen              | 4-6, 6-3, 6-4      |
| 6.  | 23 febbraio 2014 | Delhi Open, New Delhi                                    | Cemento       | Julija Bejhel'zymer  | 6-1, 6-3           |
| 7.  | 18 maggio 2014   | Kurume Best Amenity International Women's Tennis, Kurume | Erba          | Eri Hozumi           | 6-3, 6-1           |
| 8.  | 25 maggio 2014   | ITF Women's Circuit Tianjin, Tientsin                    | Cemento       | Lin Zhu              | 6-3, 6-2           |
| 9.  | 2 agosto 2014    | ITF Women's Circuit Wuhan, Wuhan                         | Cemento       | Luksika Kumkhum      | 6-2, 6-2           |
| 10. | 6 luglio 2015    | Chang ITF Thailand Pro Circuit Bangkok, Bangkok          | Cemento       | Zhang Kailin         | 6-2, 6-4           |
| 11. | 27 marzo 2016    | Blossom Cup, Quanzhou                                    | Cemento       | Liu Fangzhou         | 6-2, 6-2           |
| 12. | 17 aprile 2016   | Pingshan Open, Shenzhen                                  | Cemento       | Mayo Hibi            | 6-2, 6-0           |
| 13. | 30 luglio 2016   | ITF Women's Circuit Wuhan, Wuhan                         | Cemento       | Luksika Kumkhum      | 7-5, 6-2           |
| 14. | 28 aprile 2024   | Wuning Open, Contea di Wuning                            | Cemento       | Lanlana Tararudee    | 1-6, 6-3, 4-3 rit. |

#### Sconfitte (5)
| Torneo $100.000 (0) |
| Torneo $80.000 (0)  |
| Torneo $75.000 (1)  |
| Torneo $60.000 (0)  |
| Torneo $50.000 (2)  |
| Torneo $40.000 (0)  |
| Torneo $25.000 (2)  |
| Torneo $15.000 (0)  |
| Torneo $10.000 (0)  |

| N. | Data           | Torneo                                | Superficie | Avversaria in finale    | Score                  |
| 1. | 19 giugno 2011 | Bankaltim Women's Circuit, Balikpapan | Cemento    | Varatchaya Wongteanchai | 5–7, 3–6               |
| 2. | 28 aprile 2013 | ITF Women's Circuit Wenshan, Wenshan  | Cemento    | Zhang Yuxuan            | 6–1, 6(4)–7, 2–6       |
| 3. | 5 maggio 2013  | Kangaroo Cup, Gifu                    | Sintetico  | An-Sophie Mestach       | 6–1, 3–6, 0–6          |
| 4. | 19 luglio 2015 | ITF Women's Circuit Tianjin, Tientsin | Cemento    | Duan Yingying           | 6–4, 6(2)–7, 0–3, rit. |
| 5. | 8 maggio 2016  | Kangaroo Cup, Gifu                    | Sintetico  | Hiroko Kuwata           | 2–6, 6–2, 4–6          |

### Doppio

#### Vittorie (1)
| Torneo $100.000 (0) |
| Torneo $80.000 (0)  |
| Torneo $75.000 (0)  |
| Torneo $60.000 (0)  |
| Torneo $50.000 (0)  |
| Torneo $40.000 (0)  |
| Torneo $25.000 (0)  |
| Torneo $15.000 (0)  |
| Torneo $10.000 (1)  |

| N. | Data            | Torneo                         | Superficie  | Compagna      | Avversarie in finale       | Punteggio   |
| 1. | 30 ottobre 2010 | OEC Taipei Ladies Open, Taipei | Cemento (i) | Kao Shao-yuan | Juan Ting-fei Zheng Saisai | 6-3, 7-6(2) |

#### Sconfitte (1)
| Torneo $100.000 (0) |
| Torneo $80.000 (0)  |
| Torneo $75.000 (0)  |
| Torneo $60.000 (0)  |
| Torneo $50.000 (0)  |
| Torneo $40.000 (0)  |
| Torneo $25.000 (1)  |
| Torneo $15.000 (0)  |
| Torneo $10.000 (0)  |

| N. | Data              | Torneo                | Superficie | Compagna      | Avversarie in finale   | Punteggio        |
| 1. | 24 settembre 2010 | Gosen Cup, Makinohara | Sintetico  | Kao Shao-yuan | Lu Jiajing Lu Jiaxiang | 5–7, 6–1, [9–11] |

## Risultati in progressione
| Sigla | Risultato               |
| ----- | ----------------------- |
| V     | Vincitore               |
| F     | Finalista               |
| SF    | Semifinalista           |
| O     | Oro olimpico            |
| A     | Argento olimpico        |
| SF    | Bronzo olimpico         |
| QF    | Quarti di Finale        |
| 4T    | Quarto turno            |
| 3T    | Terzo turno             |
| 2T    | Secondo turno           |
| 1T    | Primo turno             |
| RR    | Round Robin             |
| LQ    | Turno di qualificazione |
| A     | Assente                 |
| ND    | Non disputato           |

| Legenda superfici    |
| -------------------- |
| Cemento              |
| Terra battuta        |
| Erba                 |
| Superficie variabile |

### Singolare
Aggiornato a fine WTA Tour 2023 
| Tornei del Grande Slam |                 |                 |                 |                 |                 |                 |                 |                 |               |                 |                 |                 |            |            |
| Australian Open        | A               | Q2              | A               | 1T              | 2T              | 1T              | 1T              | 3T              | 4T            | 1T              | 3T              | A               | 0 / 8      | 8–8        |
| Open di Francia        | A               | Q1              | A               | 1T              | 2T              | 1T              | 3T              | 2T              | A             | 2T              | 1T              | A               | 0 / 7      | 5–7        |
| Wimbledon              | A               | A               | A               | 1T              | 1T              | 2T              | 1T              | 3T              | ND            | A               | 2T              | A               | 0 / 6      | 4–6        |
| US Open                | A               | A               | 2T              | 2T              | 2T              | 2T              | 3T              | QF              | A             | A               | Q2              | A               | 0 / 6      | 10–6       |
| Vittorie–Sconfitte     | 0–0             | 0–0             | 1–1             | 1–4             | 3–4             | 2–4             | 4–4             | 9–4             | 3–1           | 1-2             | 3-3             | 0-0             | 0 / 27     | 27–27      |
| Giochi olimpici        |                 |                 |                 |                 |                 |                 |                 |                 |               |                 |                 |                 |            |            |
| Giochi olimpici        | A               | Non disputati   | Non disputati   | Non disputati   | 1T              | Non disputati   | Non disputati   | Non disputati   | Non disputati | A               | Non disputati   | Non disputati   | 0 / 1      | 0–1        |
| Tornei di fine anno    |                 |                 |                 |                 |                 |                 |                 |                 |               |                 |                 |                 |            |            |
| WTA Finals             | Non qualificata | Non qualificata | Non qualificata | Non qualificata | Non qualificata | Non qualificata | Non qualificata | Non qualificata | ND            | Non qualificata | Non qualificata | Non qualificata | 0 / 0      | 0–0        |
| WTA Elite Trophy       | Non qualificata | Non qualificata | Non qualificata | Non qualificata | Non qualificata | Non qualificata | F               | NQ              | Non disputato | Non disputato   | Non disputato   | Non disputato   | 0 / 1      | 2–2        |
| WTA Premier Mandatory  |                 |                 |                 |                 |                 |                 |                 |                 |               |                 |                 |                 |            |            |
| Indian Wells           | A               | A               | A               | A               | A               | 2T              | 4T              | 4T              | ND            | A               | 1T              | A               | 0 / 4      | 7–4        |
| Miami                  | A               | A               | A               | A               | A               | 2T              | 1T              | QF              | ND            | 2T              | 2T              | A               | 0 / 5      | 7–5        |
| Madrid                 | A               | A               | A               | A               | A               | 3T              | 1T              | 1T              | ND            | 1T              | Q1              | A               | 0 / 4      | 2–4        |
| Pechino                | 1T              | Q1              | A               | 2T              | 1T              | 1T              | SF              | 1T              | ND            | Assente         | Assente         | Assente         | 0 / 6      | 4–6        |
| WTA Premier 5          |                 |                 |                 |                 |                 |                 |                 |                 |               |                 |                 |                 |            |            |
| Doha / Dubai[1]        | A               | A               | A               | 2T              | 1T              | QF              | 1T              | A               | 1T            | 1T              | A               | A               | 0 / 6      | 4–6        |
| Roma                   | A               | A               | A               | A               | A               | 2T              | Q2              | 1T              | A             | 1T              | A               | A               | 0 / 3      | 1–3        |
| Montréal / Toronto     | Assente         | Assente         | Assente         | Assente         | Assente         | Assente         | 1T              | A               | ND            | Assente         | Assente         | Assente         | 0 / 1      | 0–1        |
| Cincinnati             | A               | A               | A               | A               | Q1              | A               | A               | 1T              | Assente       | Assente         | Assente         | Assente         | 0 / 1      | 0–1        |
| Tokyo / Wuhan[2]       | A               | A               | A               | A               | Q2              | 3T              | SF              | 3T              | ND            | A               | 1T              | A               | 0 / 4      | 8-4        |
| Carriera               |                 |                 |                 |                 |                 |                 |                 |                 |               |                 |                 |                 |            |            |
| Tornei giocati         | 4               | 4               | 5               | 17              | 14              | 21              | 22              | 21              | 6             | 14              | 19              | 0               | 147        | 147        |
| Titoli                 | 0               | 0               | 0               | 0               | 0               | 1               | 2               | 0               | 0             | 0               | 0               | 0               | 3          | 3          |
| Finali                 | 0               | 0               | 1               | 0               | 0               | 1               | 4               | 0               | 0             | 1               | 0               | 0               | 7          | 7          |
| Totale V–S             | 0–4             | 3–4             | 7–5             | 11–17           | 13–14           | 30–20           | 34–20           | 25–20           | 7–6           | 12-14           | 18-16           | 0-0             | 160–140    | 160–140    |
| Vittorie %             | 0%              | 43%             | 58%             | 39%             | 48%             | 60%             | 59%             | 56%             | 54%           | 46%             | 53%             | –               | 53%        | 53%        |
| Ranking di fine anno   | 193             | 217             | 100             | 114             | 70              | 45              | 20              | 29              | 34            | 104             | 92              | NC              | $5.355.460 | $5.355.460 |

Note
- 1 Il Dubai Tennis Championships e il Qatar Ladies Open di Doha si scambiano frequentemente lo status tra evento Premier ed evento Premier 5.
- 2 Nel 2014 il Toray Pan Pacific Open ha cambiato lo status in evento Premier ed è stato sostituito dal Wuhan Open come evento Premier 5.

## Statistiche contro giocatrici Top 10

### Testa a testa
Le tenniste in grassetto sono le giocatrici in attività. Nella tabella riportata sono segnati i migliori piazzamenti nella classifica mondiale WTA; le giocatrici possono aver occupato una posizione diversa al momento dell'incontro.
| Giocatrice                     | Vittorie–Sconfitte | V–S % | Cemento     | Terra rossa | Erba      | Ultimo incontro                                                 |
| Numero 1 del ranking mondiale  |                    |       |             |             |           |                                                                 |
| Aryna Sabalenka                | 1–0                | 100%  | 1–0         | –           | –         | Vinto (6-4, 6-4) China Open 2018                                |
| Garbiñe Muguruza               | 2–1                | 67%   | 2–1         | –           | –         | Perso (3-6, 0-6) Giochi Olimpici 2021                           |
| Karolína Plíšková              | 2–1                | 67%   | 2–1         | –           | –         | Vinto (6-4, 6-4) China Open 2018                                |
| Serena Williams                | 1–1                | 50%   | 1–1         | –           | –         | Vinto (6-4, 6(2)-7, 7-5) Australian Open 2020                   |
| Ashleigh Barty                 | 1–2                | 33%   | 1–1         | 0–1         | –         | Vinto (6-2, 6-4) US Open 2019                                   |
| Coco Gauff                     | 1–3                | 25%   | 1–1         | 0–2         | –         | Perso (5-7, 4-6) Miami Open 2022                                |
| Venus Williams                 | 1–3                | 25%   | –           | 1–1         | 0–2       | Perso (3-6, 2-6) Nature Valley Classic 2019                     |
| Caroline Wozniacki             | 1–4                | 20%   | 1–4         | –           | –         | Perso (1-6, 3-6) China Open 2018                                |
| Angelique Kerber               | 0–1                | 0%    | 0–1         | –           | –         | Perso (1-6, 3-6) Adelaide International 2020                    |
| Naomi Ōsaka                    | 0–1                | 0%    | 0–1         | –           | –         | Perso (5-7, 6-4, 2-6) Kangaroo Cup 2015                         |
| Iga Świątek                    | 0–1                | 0%    | –           | 0–1         | –         | Perso (3-6, 0-6) Open di Francia 2019                           |
| Simona Halep                   | 0–2                | 0%    | 0–2         | –           | –         | Perso (4-6, 5-7) Miami Open 2019                                |
| Numero 2 del ranking mondiale  |                    |       |             |             |           |                                                                 |
| Ons Jabeur                     | 2–1                | 67%   | 2–1         | –           | –         | Perso (6(4)-7, 1-6) Australian Open 2020                        |
| Svetlana Kuznecova             | 1–4                | 20%   | 1–2         | 0–2         | –         | Perso (4-6, 6-1, 5-7) Dubai Duty Free Tennis Championships 2021 |
| Anett Kontaveit                | 0–1                | 0%    | 0–1         | –           | –         | Perso (2-6, 1-2 rit.) Dongfeng Motor Wuhan Open 2018            |
| Vera Zvonarëva                 | 0–1                | 0%    | 0–1         | –           | –         | Perso (2-6, 2-6) PTT Thailand Open 2015                         |
| Agnieszka Radwańska            | 0–4                | 0%    | 0–4         | –           | –         | Perso (6(3)-7, 1-6) Miami Open 2017                             |
| Numero 3 del ranking mondiale  |                    |       |             |             |           |                                                                 |
| Maria Sakkarī                  | 3–0                | 100%  | 2–0         | 1–0         | –         | Vinto (7-5, 6-2) Dongfeng Motor Wuhan Open 2018                 |
| Sloane Stephens                | 3–0                | 100%  | 2–0         | 1–0         | –         | Vinto (6-2, 7-6(3)) Emilia Romagna Open 2021                    |
| Elina Svitolina                | 1–3                | 25%   | 1–3         | –           | –         | Vinto (6-2, 6-4) Prudential Hong Kong Tennis Open 2018          |
| Jessica Pegula                 | 0–3                | 0%    | 0–2         | 0–1         | –         | Perso (2-6, 4-6) Open di Francia 2022                           |
| Numero 4 del ranking mondiale  |                    |       |             |             |           |                                                                 |
| Johanna Konta                  | 2–0                | 100%  | 2–0         | –           | –         | Vinto (6-4, 6-0) Miami Open 2019                                |
| Belinda Bencic                 | 1–0                | 100%  | –           | –           | 1–0       | Vinto (6-4, 5-7, 6-2) Torneo di Wimbledon 2022                  |
| Kiki Bertens                   | 1–0                | 100%  | 1–0         | –           | –         | Vinto (6-3, 6-0) Dubai Duty Free Tennis Championships 2018      |
| Samantha Stosur                | 1–0                | 100%  | 1–0         | –           | –         | Vinto (7-5, 6-2) Prudential Hong Kong Tennis Open 2017          |
| Caroline Garcia                | 1–1                | 50%   | 0–1         | 1–0         | –         | Vinto (6-4, 6-3) Mutua Madrid Open 2017                         |
| Bianca Andreescu               | 0–1                | 0%    | 0–1         | –           | –         | Perso (5-7, 2-6) BNP Paribas Open 2019                          |
| Francesca Schiavone            | 0–1                | 0%    | –           | 0–1         | –         | Perso (6-3, 3-6, 4-6) Open di Francia 2015                      |
| Numero 5 del ranking mondiale  |                    |       |             |             |           |                                                                 |
| Jeļena Ostapenko               | 2–1                | 67%   | 2–1         | –           | –         | Vinto (6-0, 6-0) China Open 2018                                |
| Sara Errani                    | 0–1                | 0%    | 0–1         | –           | –         | Perso (6-2, 4-6, 4-6) Australian Open 2021                      |
| Jasmine Paolini                | 0–1                | 0%    | 0–1         | –           | –         | Perso (6-3, 5-7, 4-6) Gippsland Trophy 2021                     |
| Numero 6 del ranking mondiale  |                    |       |             |             |           |                                                                 |
| Flavia Pennetta                | 0–1                | 0%    | 0–1         | –           | –         | Perso (3-6, 5-7) Dubai Duty Free Tennis Championships 2015      |
| Carla Suárez Navarro           | 0–1                | 0%    | –           | 0–1         | –         | Perso (1-6, 3-6) Open di Francia 2016                           |
| Markéta Vondroušová            | 0–1                | 0%    | 0–1         | –           | –         | Perso (4-6, 4-6) Miami Open 2021                                |
| Numero 7 del ranking mondiale  |                    |       |             |             |           |                                                                 |
| Danielle Collins               | 1–0                | 100%  | –           | 1–0         | –         | Vinto (4-6, 7-5, 6-2) Internationaux de Strasbourg 2018         |
| Madison Keys                   | 1–3                | 25%   | 1–3         | –           | –         | Perso (6-4, 3-6, 6(2)-7) Australian Open 2022                   |
| Numero 8 del ranking mondiale  |                    |       |             |             |           |                                                                 |
| Timea Bacsinszky               | 1–0                | 100%  | 1–0         | –           | –         | Vinto (4-6, 6-3, 6-3) BNP Paribas Open 2018                     |
| Dar'ja Kasatkina               | 1–5                | 17%   | 1–4         | 0–1         | –         | Perso (2-6, 6-3, 2-6) Abu Dhabi WTA Women's Tennis Open 2021    |
| Karolína Muchová               | 0–1                | 0%    | –           | 0–1         | –         | Perso (1-6, 3-6) Mutua Madrid Open 2021                         |
| Emma Navarro                   | 0–1                | 0%    | –           | –           | 0–1       | Perso (0-6, 2-6) Torneo di Wimbledon 2024                       |
| Numero 9 del ranking mondiale  |                    |       |             |             |           |                                                                 |
| Andrea Petkovic                | 1–0                | 100%  | 1–0         | –           | –         | Vinto (6-2, 6-2) Guangzhou International Women's Open 2018      |
| Julia Görges                   | 0–1                | 0%    | 0–1         | –           | –         | Perso (5-7, 6(2)-7) Dongfeng Motor Wuhan Open 2016              |
| CoCo Vandeweghe                | 0–1                | 0%    | 0–1         | –           | –         | Perso (4-6, 3-6) Thoreau Tennis Open 2022                       |
| Numero 10 del ranking mondiale |                    |       |             |             |           |                                                                 |
| Kristina Mladenovic            | 3–0                | 100%  | 3–0         | –           | –         | Vinto (6-1, 6-2) BNP Paribas Open 2018                          |
| Beatriz Haddad Maia            | 0–1                | 0%    | –           | –           | 0–1       | Perso (7-5, 4-6, 3-6) Rothesay Open 2022                        |
| Totali                         | 36–59              | 38%   | 30–43 (41%) | 5–12 (29%)  | 1–4 (20%) | Aggiornato al 5 settembre 2024                                  |

### Vittorie contro giocatrici Top 10
| Stagione | 2013 | 2014 | 2015 | 2016 | 2017 | 2018 | 2019 | 2020 | Totale |
| Vittorie | 1    | 0    | 0    | 0    | 0    | 4    | 1    | 1    | 7      |

| #    | Giocatrice            | Ranking | Evento                           | Superficie  | Turno | Punteggio        | Rank. WQR |
| ---- | --------------------- | ------- | -------------------------------- | ----------- | ----- | ---------------- | --------- |
| 2013 |                       |         |                                  |             |       |                  |           |
| 1.   | Caroline Wozniacki    | 10      | Malaysian Open, Kuala Lumpur     | Cemento     | 1T    | 2-6, 7-6(1), 6-1 | 186       |
| 2018 |                       |         |                                  |             |       |                  |           |
| 2.   | Venus Williams        | 9       | Open di Francia, Parigi          | Terra rossa | 1T    | 6-4, 7-5         | 91        |
| 3.   | Karolína Plíšková (1) | 7       | Wuhan Open, Wuhan                | Cemento     | 2T    | 6-1, 3-6, 6-3    | 34        |
| 4.   | Karolína Plíšková (2) | 7       | China Open, Pechino              | Cemento     | 3T    | 6-4, 6-4         | 28        |
| 5.   | Elina Svitolina       | 5       | Hong Kong Tennis Open, Hong Kong | Cemento     | QF    | 6-2, 6-4         | 24        |
| 2019 |                       |         |                                  |             |       |                  |           |
| 6.   | Ashleigh Barty        | 2       | US Open, New York                | Cemento     | 4T    | 6-2, 6-4         | 18        |
| 2020 |                       |         |                                  |             |       |                  |           |
| 7.   | Serena Williams       | 9       | Australian Open, Melbourne       | Cemento     | 3T    | 6-4, 6(2)-7, 7-5 | 29        |